# Eduardo Baptista
Eduardo Alexandre Baptista (Campinas, Estado de São Paulo, Brasil; 30 de marzo de 1970) conocido como Eduardo Baptista, es un entrenador de fútbol brasileño que actualmente entrena al Mirassol de la Serie C de Brasil.

## Trayectoria

### Como futbolista
Comenzó como futbolista en el Clube Atlético Juventus, como defensa central; sin embargo, debido a su falta de temperamento en el campo, su padre, Nelsinho, le aconsejó que dejara el fútbol.

### Como entrenador
En 2002, después de estar en clubes de su estado natal, se unió al personal de su padre en Goiás como preparador físico. El dúo permaneció unido durante los siguientes nueve años, y solo se separó debido al tsunami japonés en 2011, cuando ambos estaban en Kashiwa Reysol.
Luego Eduardo regresó al Sport (club en el que ya trabajó de 2007 a 2009) mientras que su padre permaneció en Kashiwa. El 31 de enero de 2014 fue nombrado técnico interino, en sustitución del despedido Geninho. El 14 de febrero fue nombrado definitivamente entrenador y lideró al equipo en las campañas ganadoras del Campeonato Pernambucano y la Copa do Nordeste. 
El 17 de septiembre de 2015 dejó el Sport y fue designado en el Fluminense, en sustitución del despedido Enderson Moreira. El 25 de febrero de 2016, después de solo dos victorias en seis partidos, fue despedido. El 15 de abril, reemplazó a Alexandre Gallo en el  Ponte Preta.
Baptista llevó a Ponte Preta a un impresionante octavo lugar en la liga, a solo cuatro puntos de la clasificación para el campeonato continental. El 2 de diciembre de 2016 renunció y firmó un contrato por un año con el Palmeiras catorce días después.
El 4 de mayo de 2017 fue relevado de sus funciones en el Verdão y fue nombrado entrenador del Atlético Paranaense el 23 de mayo, pero fue despedido el 10 de julio.
El 20 de septiembre de 2017 regresó a Ponte Preta pero fue despedido el 9 de marzo, luego  se hizo cargo del Coritiba el 16 de abril de 2018, pero fue despedido de este último el 10 de agosto.
El 15 de agosto de 2018, regresó al Sport Recife, reemplazando a Claudinei Oliveira y se unió al club cuatro meses después de que su padre Nelsinho dejara el mismo cargo.

## Trayectoria

### Como entrenador
| País              | Club                 | Año  | Año  |
| ----------------- | -------------------- | ---- | ---- |
| Bandera de Brasil | Sport Recife         | 2014 | 2015 |
| Bandera de Brasil | Fluminense           | 2015 | 2016 |
| Bandera de Brasil | Ponte Preta          | 2016 | 2016 |
| Bandera de Brasil | Palmeiras            | 2017 | 2017 |
| Bandera de Brasil | Atlético Paranaense  | 2017 | 2017 |
| Bandera de Brasil | Ponte Preta          | 2017 | 2018 |
| Bandera de Brasil | Coritiba             | 2018 | 2018 |
| Bandera de Brasil | Sport Recife         | 2018 | 2018 |
| Bandera de Brasil | Vila Nova            | 2019 | 2019 |
| Bandera de Brasil | CSA                  | 2020 | 2020 |
| Bandera de Brasil | Mirassol             | 2020 | 2021 |
| Bandera de Brasil | Remo                 | 2021 | 2021 |
| Bandera de Brasil | Mirassol             | 2022 | 2022 |
| Bandera de Brasil | Juventude            | 2022 | 2022 |
| Bandera de Brasil | Atlético Goianiense  | 2022 | 2022 |
| Bandera de Brasil | Grêmio Novorizontino | 2023 | Act. |

## Palmarés

### Torneos regionales
| Título                  | Club         | Estado          | Año  |
| ----------------------- | ------------ | --------------- | ---- |
| Campeonato Pernambucano | Sport Recife | Pernambuco      | 2014 |
| Copa do Nordeste        | Sport Recife | Región Nordeste | 2014 |

### Torneos nacionales
| Título                          | Club                   | País   | Año  |
| ------------------------------- | ---------------------- | ------ | ---- |
| Campeonato Brasileño de Serie D | Mirassol Futebol Clube | Brasil | 2020 |